# Queue de baleine
 (juillet 2022).

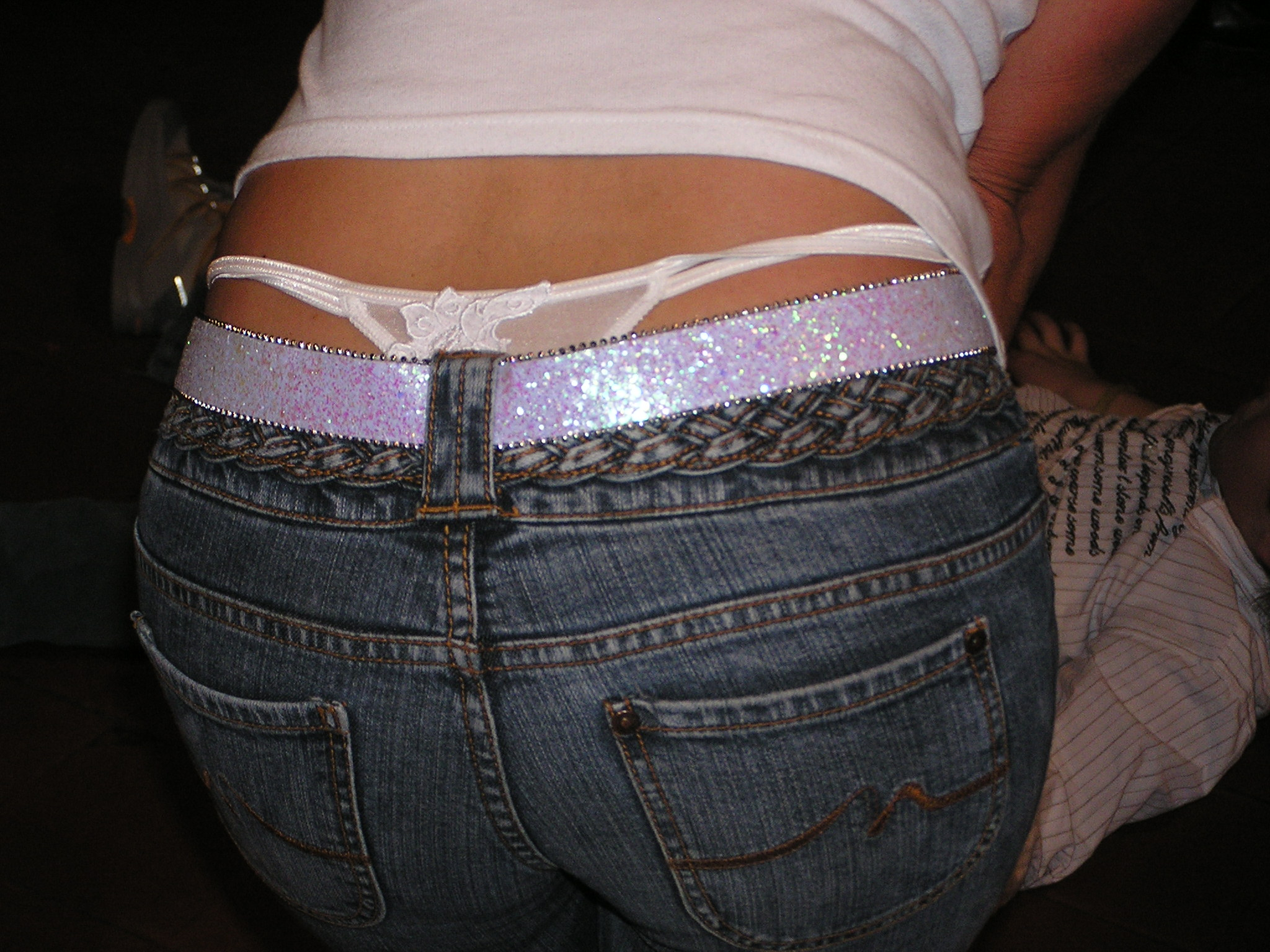
Queue de baleine.

La queue de baleine désigne le morceau en « Y » d'un string visible lorsque celui-ci dépasse du pantalon, volontairement ou non. La queue de baleine se dévoile généralement lorsque la personne s'assoit ou s'accroupit, mais peut aussi s'afficher debout.

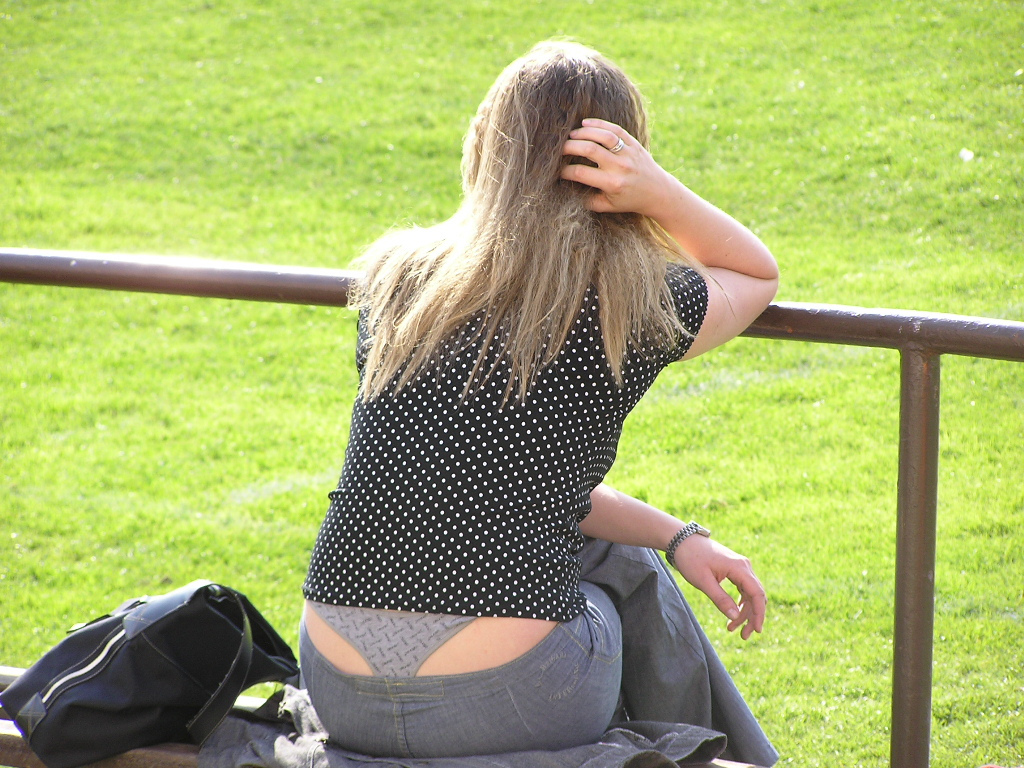
Queue de baleine, 2005.
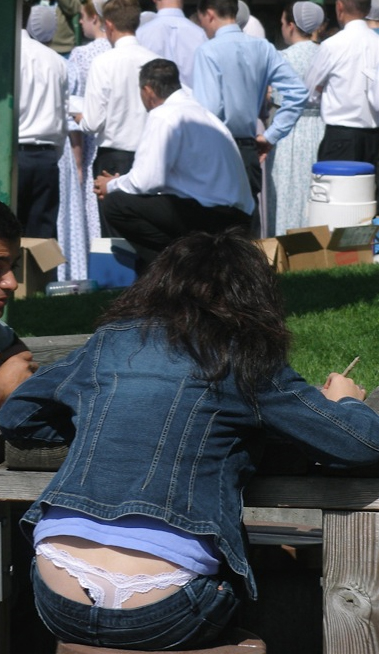
Queue de baleine d'une femme porteuse d'un pantalon taille basse, 2007.